# Antaplaga prepontendyta
Antaplaga prepontendyta là một loài bướm đêm trong họ Noctuidae.